# 1011
| 1011               |
| ------------------ |
| Dødsfald - Fødsler |
| • Begivenheder     |

| Gregoriansk kalender | 1011 MXI                |
| Ab urbe condita      | 1764                    |
| Armensk kalender     | 460 ԹՎ ՆԿ               |
| Kinesiske kalender   | 3707 – 3708 庚戌 – 辛亥 |
| Etiopisk kalender    | 1003 – 1004             |
| Jødisk kalender      | 4771 – 4772             |
| Hindukalendere       |                         |
| - Vikram Samvat      | 1066 – 1067             |
| - Shaka Samvat       | 933 – 934               |
| - Kali Yuga          | 4112 – 4113             |
| Iransk kalender      | 389 – 390               |
| Islamisk kalender    | 401 – 402               |

Konge i Danmark: Svend Tveskæg 986/87-1014
Se også 1011 (tal)

## Begivenheder
- Munken Byrtferth de Ramsey nedskriver Det engelske alfabet.
- Vikinger belejrer Canterbury og indtager byen.